# Aisha Mohammed
Aisha Mohammed (21 de outubro de 1985) é uma basquetebolista nigeriana.

## Carreira
Aisha Mohammed integrou a Seleção Nigeriana de Basquetebol Feminino em Atenas 2004, terminando na décima-primeira posição.